# Max Fleischer (Cartoonist)

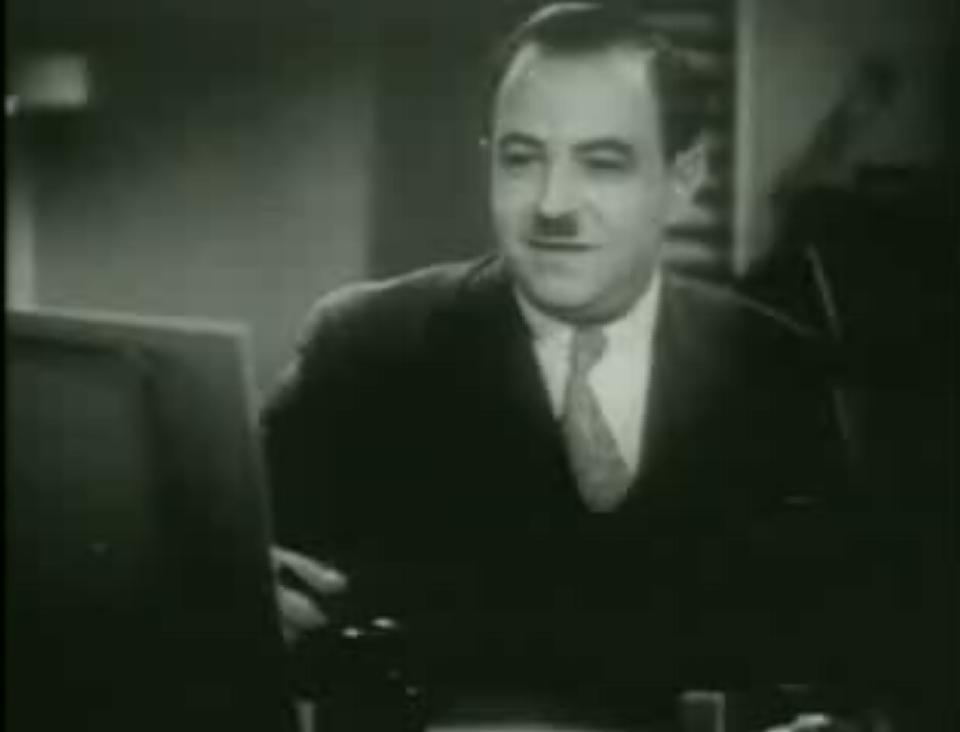
Max Fleischer (1934)

Max Fleischer (geboren Majer Fleischer; * 19. Juli 1883 in Krakau, Österreich-Ungarn; † 11. September 1972 in Los Angeles, Kalifornien, USA) war ein US-amerikanischer Cartoonist und Trickfilmproduzent polnischer Herkunft und jüdischer Abstammung. In seinem Studio entstanden unter anderem die Serien Betty Boop, Popeye und Koko der Clown, mit denen er bis zu Walt Disneys Erfolgen in den 1930er Jahren den Markt beherrschte.

## Leben und Werk
Max Fleischer wurde als zweiter Sohn des Schneiders Wilhelm (William) Fleischer und dessen Frau Amalia geboren. 1887 emigrierte die Familie nach New York. Er besuchte Kurse in Kunst und Gestaltung bei der Art Students League, der Cooper Union und an der Mechanics and Tradesmen’s School. 1905 heiratete er seine Jugendliebe Ethel „Essie“ Goldstein.
Fleischer und sein jüngerer Bruder Dave (* 14. Juli 1894; † 25. Juni 1979) gründeten 1921 die erfolgreichen Fleischer Studios, die vor allem für ihre Zeichentrickwerke bekannt waren. Im Zuge ihrer Arbeit entwickelten sie das Rotoskop – ein Gerät, mit dem man Laufbilder Kader für Kader auf einen Zeichentisch projizieren konnte und so die Herstellung von Zeichentrickfilmen vereinfachte. 1917 erhielt er dafür ein Patent. Bereits 1924 produzierten Max und Dave Fleischer als erste Filmschaffende synchronisierte Trickfilme mit Ton und kamen damit Disney um vier Jahre zuvor, da dieser erst 1928 mit Mickey Mouse in Steamboat Willie nachziehen konnte. Fleischer behielt noch bis 1942 seine österreichische Staatsbürgerschaft bei, dann zwang ihn der Zweite Weltkrieg zur Änderung seiner Nationalität.
Fleischer starb am 11. September 1972 in Woodland Hills in Los Angeles. Fleischers Sohn Richard wurde ein erfolgreicher Filmregisseur in Hollywood.